# Can Romeu (Font-rubí)
Can Romeu és una masia de Font-rubí (Alt Penedès) inclosa a l'Inventari del Patrimoni Arquitectònic de Catalunya.

## Descripció
Gran masia composta de planta baixa, pis i golfes. Teulada a dues vessants. Composició simètrica de la façana. Balcons al primer pis i galeria d'arcades de mig punt a les golfes. Utilització de gran carreus de pedra tallada regulars a les cantoneres, als brancals i als ampits de finestres i balcons. Portals adovellats. Ull de bou. Rellotge de sol. En els portals i al rellotge de sol hi ha inscripcions i relleus.
En els portals hi ha les següents dates: 1789 i 1819.